# فوكستون وهايث (دائرة انتخابية في المملكة المتحدة)
فوكستون وهايث (بالإنجليزية: Folkestone and Hythe)‏ هي إحدى الدوائر الانتخابية في المملكة المتحدة الممثلة في مجلس العموم في برلمان المملكة المتحدة.
عضو البرلمان الذي يمثلها حالياً هو :Rt Hon Michael Howard QC (Con).